# Œdipe roi (Cocteau)
Pour les articles homonymes, voir Œdipe roi (homonymie) et Œdipe (homonymie).
Œdipe Roi est une tragédie en un acte de Jean Cocteau, créée le 12 juillet 1937 au Théâtre Antoine, à Paris.

## Argument
À l’époque de la Grèce antique, la peste s’abat sur la ville de Thèbes. Un prêtre accompagné d’enfants vient supplier le roi pour qu’il découvre l’origine de cette épidémie. Ce roi, c’est Œdipe, adoré par le peuple depuis qu’il a vaincu le terrible Sphinx qui désolait la ville en posant aux voyageurs des énigmes insolubles et en les dévorant lorsqu’ils étaient incapables d’y répondre. En triomphant du Sphinx, Œdipe a gagné le droit de monter sur le trône de Thèbes — remplaçant le défunt roi Laïos, assassiné dans des circonstances inconnues — et d’épouser sa veuve, la reine Jocaste.
L’enquête, qu’Œdipe mène afin de connaitre la cause de l’épidémie, va le conduire à découvrir que le responsable n’est autre que lui-même. Le devin Tirésias révèle la vérité avec l’aide du témoignage d’un vieux berger. Œdipe, se croyant fils de Polybe, roi de Corinthe et de son épouse Mérope — lesquels n’étaient que ses parents adoptifs — est donc coupable de parricide et d'inceste, car il a, sans le savoir, tué son propre père, le roi Laïos, et épousé sa propre mère, Jocaste — dont il a eu deux garçons et deux filles.
Devant l’horrible nouvelle, Jocaste se donne la mort et Œdipe, après s’être crevé les yeux pour ne plus voir la lumière du jour, supplie le nouveau roi — Créon, le frère de Jocaste — de lui permettre, avant de le bannir, de parler une dernière fois avec ses filles incestueuses, Antigone et Ismène.

## De la genèse à la création de la pièce en 1937
C'est au cours de l’été 1925 que Jean Cocteau rédige le texte d’Œdipe roi, qui porte la mention finale : « Villefranche-sur-Mer, 27 octobre 1925 ».
Il s'agit d’une adaptation libre s'inspirant entièrement de la pièce du dramaturge grec Sophocle, écrite au Ve siècle av. J.-C. Cette nouvelle adaptation souligne le goût prononcé de Cocteau à cette époque pour les sujets mythologiques, car il avait déjà adapté pour son théâtre : Antigone en 1922 du même dramaturge grec, puis Orphée en 1926 et plus tard en 1932, La Machine infernale.
Dès janvier 1926, Cocteau travaille à un autre projet d’écriture d’un livret en français (traduit en latin par Jean Daniélou) et qui aboutira à Œdipus rex, l’opéra-oratorio d'Igor Stravinsky créé au théâtre Sarah-Bernhardt à Paris le 30 mai 1927, en version de concert, puis le 23 février 1928 à l'Opéra d'État de Vienne, en version scénique.
Pour Cocteau, les deux projets, Œdipe roi et Œdipus rex, vont de pair. Mais, si tout démarre en 1922 — avec son Antigone, qui prend tournure en 1925-26 et se boucle en 1928 —, son Œdipe roi ne sera joué que bien plus tard.
En 1937, Cocteau est en contact avec de jeunes comédiens du cours d’art dramatique de Raymond Rouleau. Il accepte de les mettre en scène dans l’adaptation de son Œdipe roi. Lors des répétitions, le jeune acteur Michel Vitold (né Saianov ou Sayanoff), alors âgé de 23 ans, remplaçant de Jean-Pierre Aumont retenu par des contrats de films, est fasciné par les indications de jeu données par Cocteau pour l’aider à interpréter au mieux le personnage d’Œdipe s’étant crevé les yeux : « Il faut que tu comprennes les aveugles pour jouer ça ». Le jeu poignant du poète laisse la troupe éblouie, muette d’admiration. C’est à l’occasion d’auditions visant à compléter la troupe que Cocteau, âgé de 48 ans, rencontre pour la première fois le jeune Jean Marais, âgé de 24 ans, simple figurant venu de l’atelier de Charles Dullin. Cocteau lui attribue le rôle du Chœur, et pour Marais, c’est là l’occasion du véritable lancement de sa carrière : « Je suis né deux fois, le 5 décembre 1913 et ce jour de 1937 quand j’ai rencontré Jean Cocteau » aimait-t-il dire en parlant de son mentor, de son Pygmalion.
Les représentations commencent le 12 juillet 1937, au nouveau Théâtre Antoine et durent trois semaines, au lieu d’une seule prévue. La réception du spectacle par la critique n’est pas enthousiaste. Mais Œdipe roi suscite quand même un vrai mouvement de curiosité, dû sans doute à Cocteau et son amie Coco Chanel qui participe à l’élaboration des costumes. Cette représentation très moderne agace et séduit à la fois. Le dispositif scénique étonne ; les membres du Chœur sont installés dans la salle de part et d’autre de la scène. Jean Marais, apparaissant à demi-nu dans un costume de Chanel fait de bandelettes, sanglé comme une momie, crée la surprise et cela fait jaser : « Le spectacle était d’une extraordinaire beauté, si singulier cependant que certains spectateurs restaient insensibles, voire scandalisés. Des spectateurs chuchotaient, d’autres ricanaient. De mon socle, je livrais bataille ; je tournais brusquement ma tête vers les rieurs et les regardais, l’œil fixe. Cette statue vivante, méchante, les statufiait à leur tour. » Cocteau lui avait donné un rôle muet car Jean Marais ne maîtrisait pas encore assez sa voix trop fluette, pour le théâtre. Par la suite, comme le timbre de sa voix n'était pas en équilibre avec sa corpulence, la cigarette l'aida à le transformer, au risque d'altérer sa santé.

## Mise en scène de la pièce en 1937
- Mise en scène et costumes : Jean Cocteau
- Décors : Guillaume Monin, d'après les dessins de Jean Cocteau
- Costumes : Mademoiselle Chanel[8].

## Distribution
- Le prologue : Dina Guermal
- Chœur :  Lucien Meyrel, Jean Marais, Alain Nobis
- Œdipe : Michel Vitold
- Créon : Jean Vernier
- Tirésias : Ivan Brémond
- Jocaste : Iya Abdy
- Le messager : Raymond Faure
- Le berger : Richard Després
- Antigone : Simone Berger
- Ismène : Betty Beardmore

## Évolution de la pièce après 1937
Par la suite, Cocteau écrit : « Les mythes ne vivent que si on les recharge de sang neuf. Il est dangereux de les croire intouchables ; Antigone, Œdipe, La Machine infernale, Œdipus rex, autant d’efforts pour mettre ce chef-d’œuvre au rythme de notre époque. Et si le musicien s’en mêle, le chef-d’œuvre aptère (sans ailes) retrouve ses forces de vol. »
C’est ce que fait Maurice Thiriet en composant une fresque musicale avec chœur d’hommes et orchestre et en transformant Œdipe Roi en oratorio, joué le 11 janvier 1942, à Paris, sous la direction de Charles Munch et avec Jean Cocteau dans le rôle du récitant : « Je remercie Maurice Thiriet d’avoir donné à mon Œdipe Roi sa véritable langue. »
Par la suite, Maurice Thiriet ajoute à l’œuvre de Cocteau un prélude musical pour la partie chorégraphique.
C'est sous cette forme définitive, pour le Festival de Lyon le 18 juin 1962, dans les arènes du Théâtre antique de Lyon à Fourvière, qu'Œdipe-Roi est monté sur scène par Louis Erlo, avec chœur d’hommes et orchestre, les danseurs du ballet de Paris, les comédiens de la Comédie-Française : Maurice Escande (Créon), Michel Etcheverry (Tirésias), Paula Dehelly (Jocaste) et Jean Marais dans le rôle principal d'Œdipe.
Ce même spectacle est repris le 11 octobre 1969, à Paris, au Théâtre de l'Alliance française dans une mise en scène, décors et costumes de Jean Marais, direction musicale de Jean-Claude Hartemann, avec Madeleine Sologne (Jocaste), Jean Marais (Oedipe), Edmond Beauchamp, Alain Nobis.
Sources : Les Archives du spectacle et Artcena